# 金巴倫道
22°19′48″N 114°10′38″E / 22.3301124°N 114.1771053°E
金巴倫道（英語： Cumberland Road），是香港九龍塘的一條街道，南北走向，在窩打老道以西，南起界限街，北接律倫街。金巴倫道以低密度別墅為主，部分現已被改裝成幼稚園、神學院、安老院及時鐘酒店等。

## 鄰近建築
- 羅曼酒店前身為李小龍故居，名為鶴小築[1][2]
- 香港神學院
- 新界鄉議局
- 播道神學院

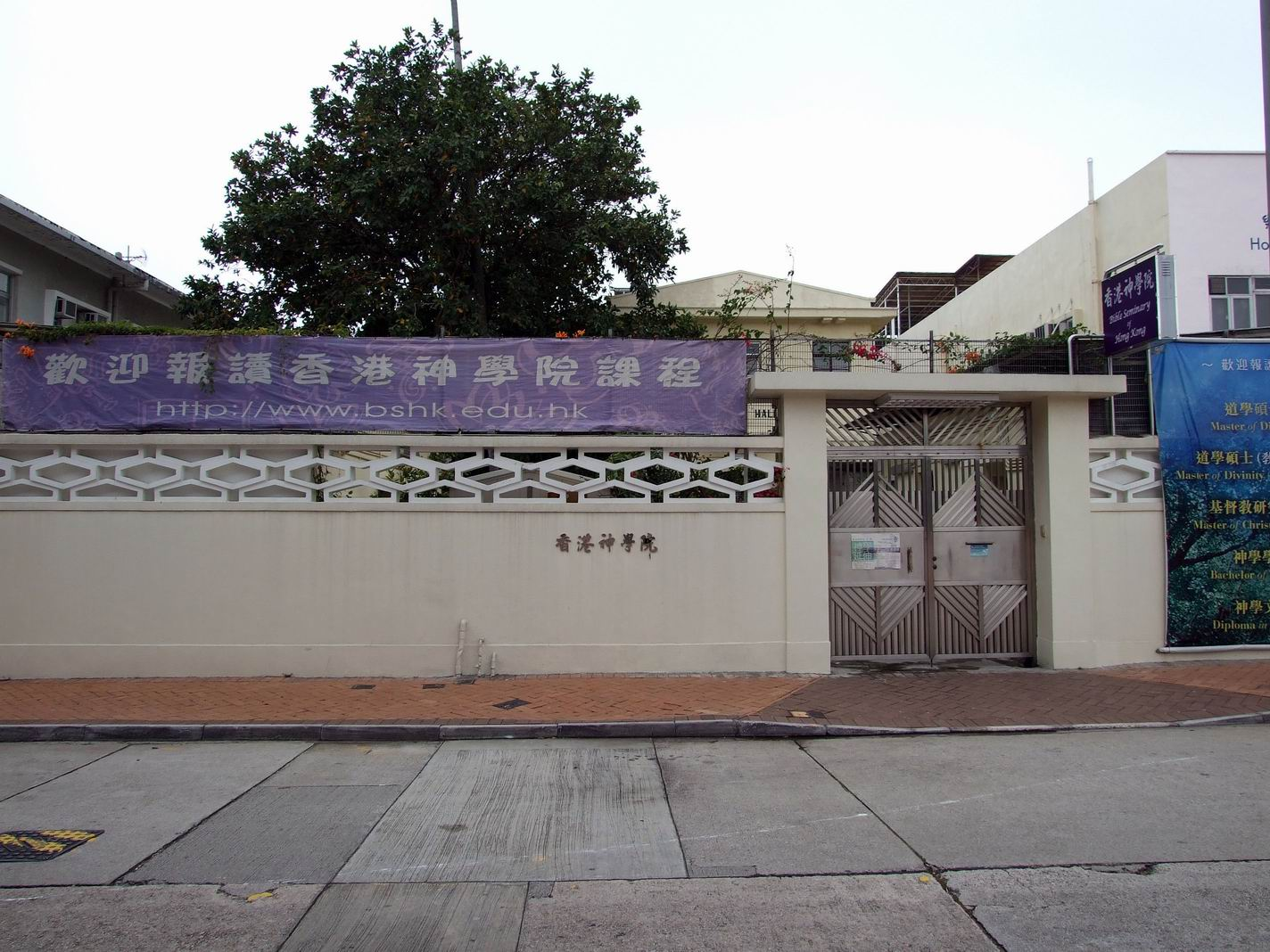
金巴倫道17號香港神學院
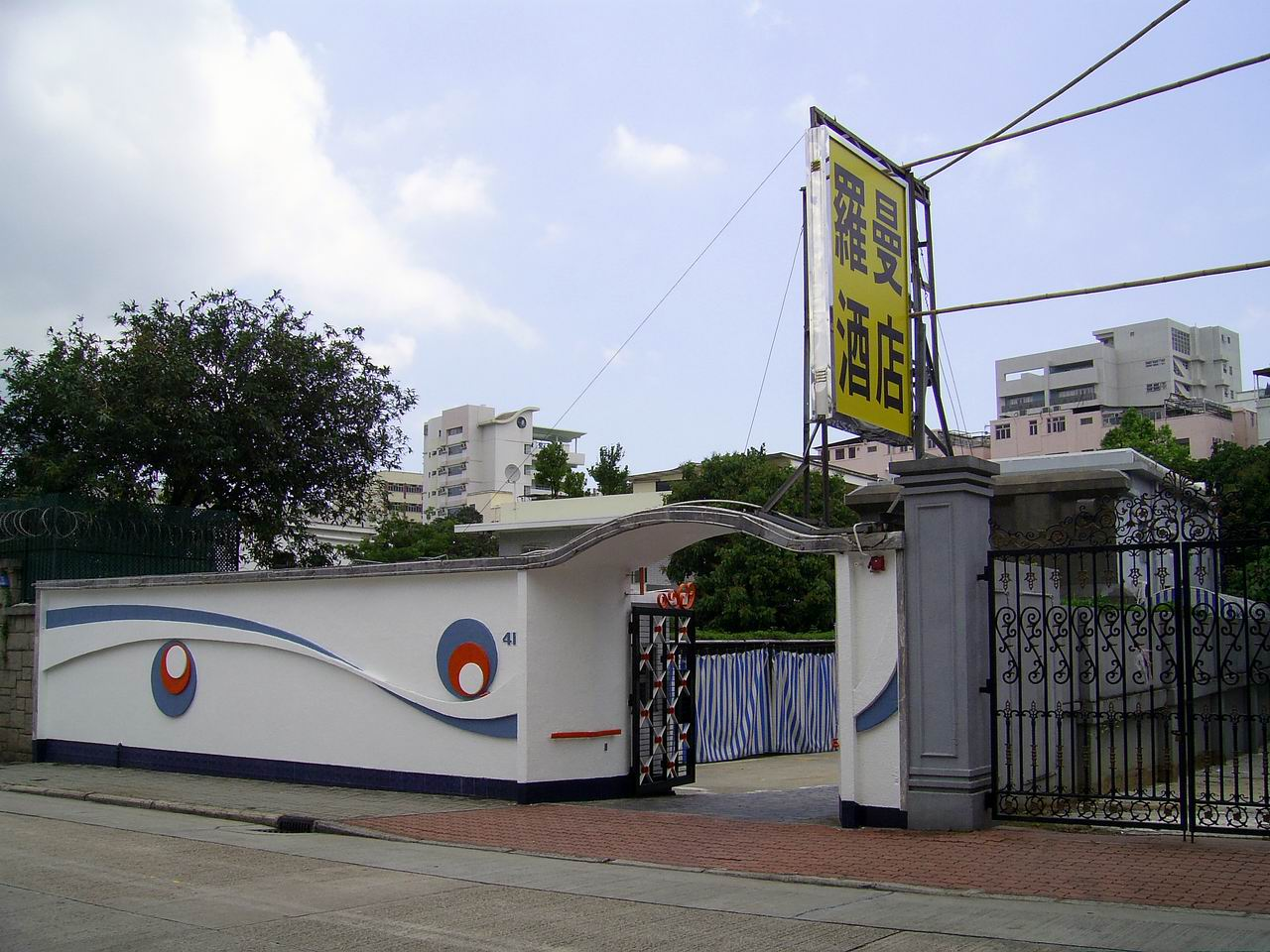
金巴倫道41號李小龍故居，現為羅曼酒店
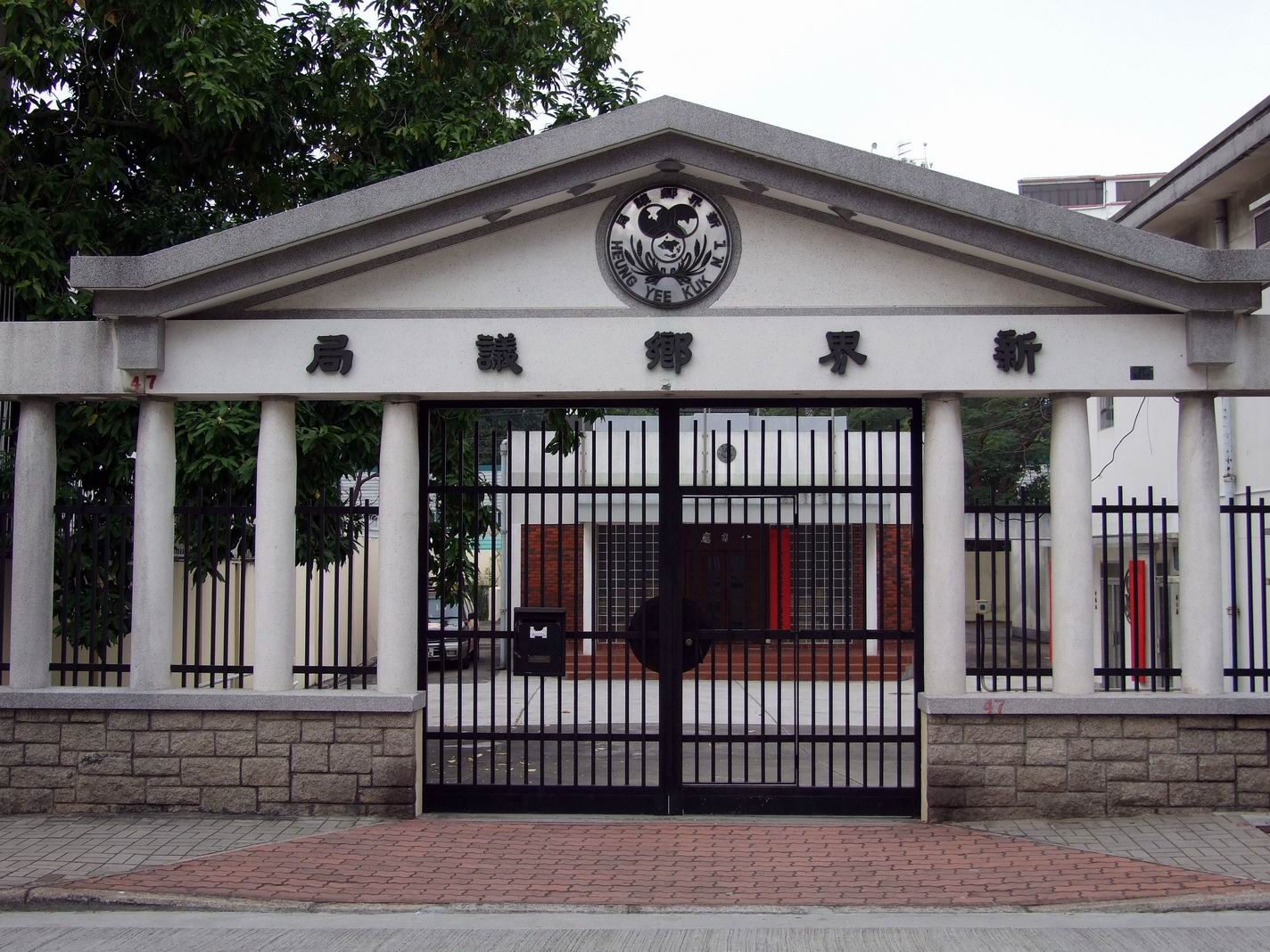
金巴倫道47號新界鄉議局
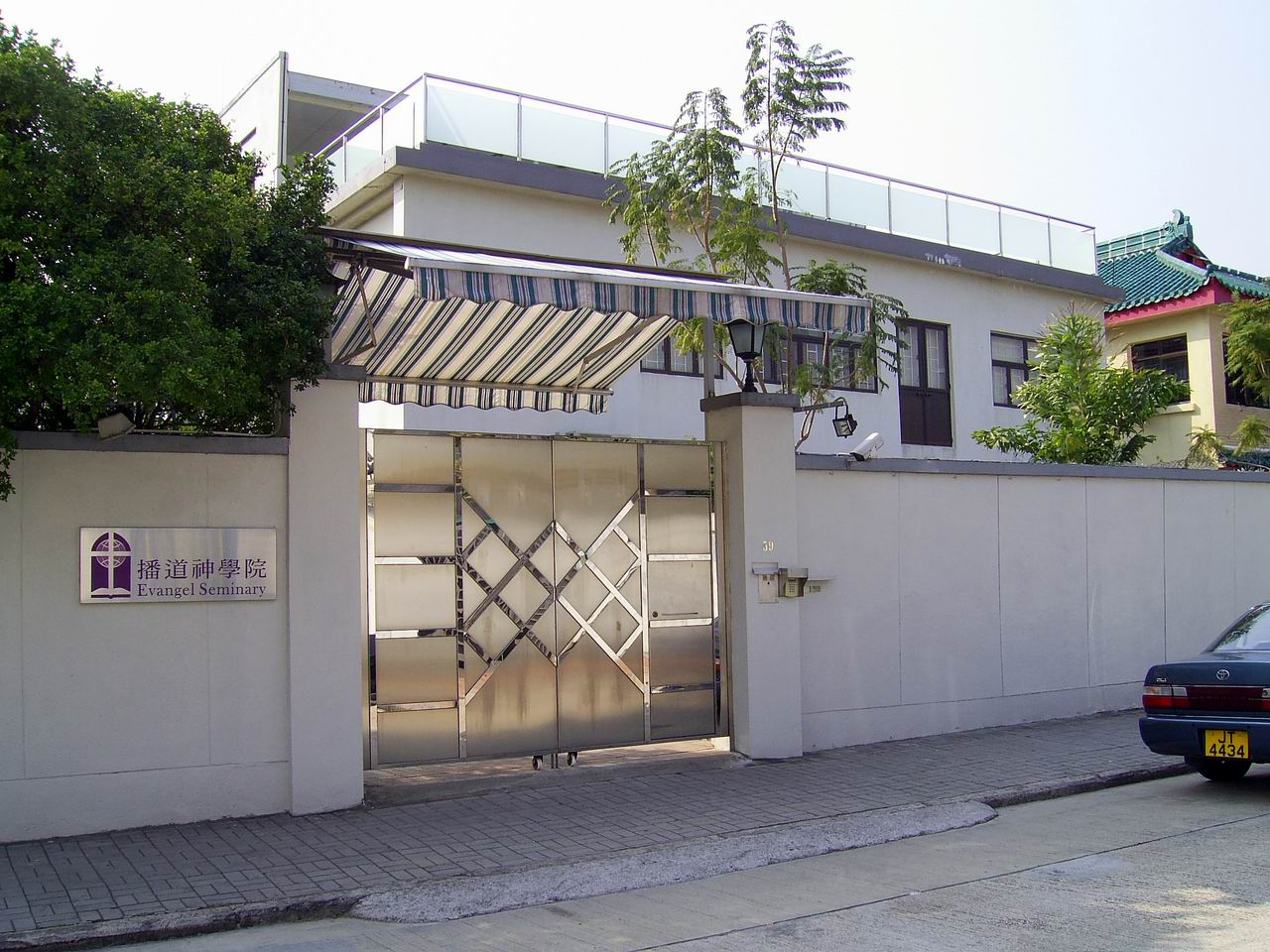
金巴倫道59號播道神學院

## 學校
- 約克英文幼稚園
- 金巴倫英文幼稚園
- 迦南中英文幼稚園
- 大陽島英文幼稚園
- 方方樂趣英文小學
- 九龍塘學校

## 註腳
1. ↑  .[永久]
2. ↑  .   [2008-05-23]. （原始内容存档于2007-12-18）.

## 外部參考
- 金巴倫道地圖 （页面存档备份，存于）
- 金巴倫道41號李小龍故居地圖 （页面存档备份，存于）